# 춘련

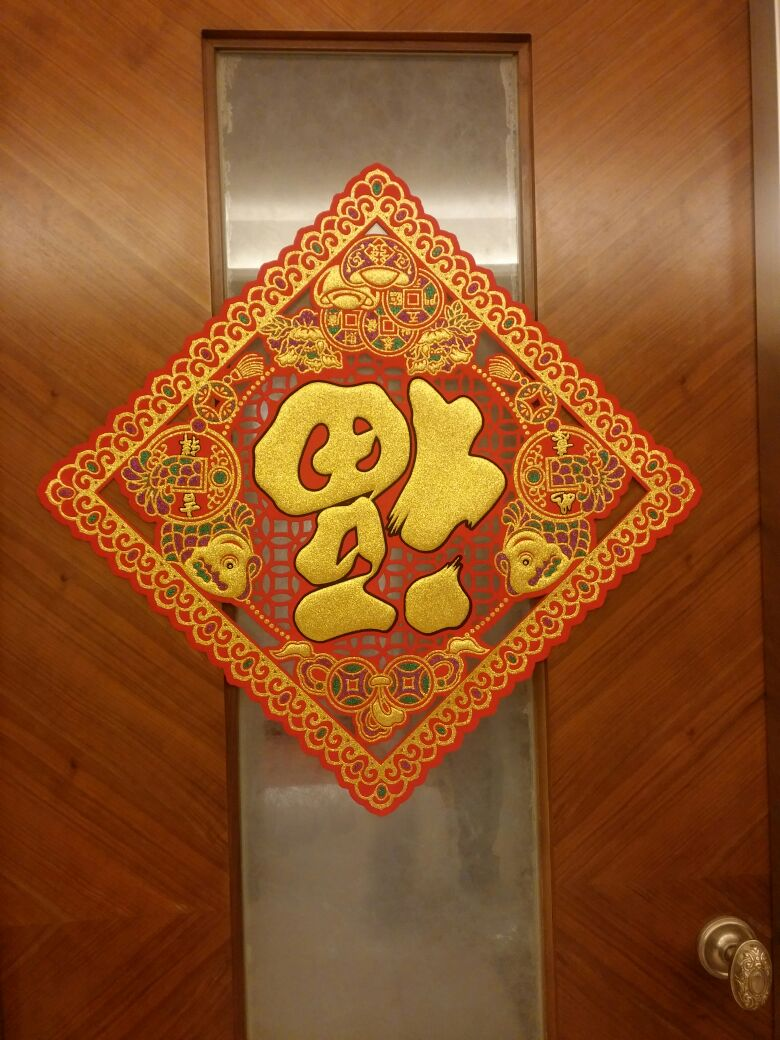

춘련(春聯)은 중화권의 춘절 풍습의 하나이다. 봄이 되면 기둥이나 미간에 집안의 평안을 기원하는 말을 빨간 종이에 적어서 붙인다. 대련(對聯)이라고도 한다.
구정에 자주 사용되는 전통 장식이다. 사람들은 춘련에 쓰여진 문구가 행운과 번영을 의미하기 때문에 환희에 찬 축제 분위기를 조성하기 위해 출입구에 춘련을 두었다. 춘련은 관습적으로 손으로 쓰지만 오늘날에는 편리함 때문에 인쇄본이 대량 생산되고 있다. 춘련은 정사각형 또는 직사각형 모양이다. 중화권뿐만 아니라 한국, 일본, 베트남에도 존재한다.